# Fredrik Wallén
Fredrik Anders Wallén född 6 april 1970 i Östersund, är en svensk kristdemokratisk politiker och sedan 2019 ordförande för Region Stockholms Färdtjänstnämnd. Fredrik Wallén är från januari 2019 huvudsakligen tjänstledig från sin anställning som poliskommissarie vid polismyndigheten för att arbeta med politik.

## Politisk karriär
Fredrik Wallén var Kristdemokratiska ungdomsförbundets, KDU, distriktsordförande i Stockholms stad och län 1992 till 1995. Perioden 1993 till 2014 hade han en mängd uppdrag för Kristdemokraterna i Stockholms stad. Bland annat var han stadsdelsnämndsordförande i Kista stadsdelsnämnd mandatperioden 1998-2002.
Mandatperioden 2010 till 2014 var Fredrik Wallén utsedd, men ej tjänstgörande, ersättare för ledamot av riksdagen.
Fredrik Wallén är sedan 2014 ledamot av Regionfullmäktige i Stockholms län, fram till 1 januari 2019 Landstingsfullmäktige. Han är sedan 2019 ordförande för Region Stockholms Färdtjänstnämnd. Färdtjänstnämnden i Region Stockholm ansvarar för färdtjänsten avseende cirka 70 000 färdtjänstberättigade personer i Stockholms län, minst 11 000 resor varje dag samt drygt 1 500 myndighetsbeslut om tillstånd för färdtjänst per månad. Färdtjänstnämnden har 2022 en årsbudget strax över 1,2 miljarder sek.
Fredrik Wallén är även bland annat vice ordförande för Kristdemokraternas partidistrikt i Stockholms stad samt partiavdelningsordförande för Kristdemokraterna i Järva-Västerort i nordvästra Stockholm.

## Yrkeskarriär
Fredrik Wallén är utbildad polis. Han gick ut polishögskolan 1993 och har sedan dess i huvudsak yrkesarbetat som polis. Han var dock säkerhetschef i Haninge kommun 1998 till 2002 och tjänstgjorde som militärpolis i Kosovo, KFOR, 2003. Han är poliskommissarie och har bland annat varit gränspolisbefäl, europeisk Schengeninspektör, chef för kriminalunderrättelsetjänsten samt informationschef i den tidigare länspolismyndigheten i Södermanland. Efter polisens omorganisation 1 januari 2015 har han inom polismyndigheten bland annat varit tillförordnad kommunikationschef i polisregion Öst, vikarierande nationell presschef samt senast före sin tjänstledighet kommunpolis på lokalpolisområde Norrmalm.